# QuEChERS
QuEChERS — это метод твердофазной экстракции для обнаружения остатков пестицидов, антибиотиков, ПАУ, ПХБ  и других соединений  в пищевых продуктах. Название представляет собой  слово аббревиатуру, образованное от « быстрый, простой, дешевый, эффективный, точный и надёжный ». 
Образец ( фрукты, овощи,  яйца и т.д.) гомогенизируют, центрифугируют с реагентом и перемешивают в течение 1 минуты. Используемые реагенты зависят от типа анализируемого образца. После этого образец подвергается очистке дисперсионной твердофазной экстракцией перед анализом с помощью газожидкостной хроматографии или ВЭЖХ .
Метод QuEChERS был с готовностью принят многими аналитиками для анализа остатков пестицидов.  
Имеется ряд утвержденных методик где указываются на использование данной технологии в пробоподготовке:
1. СТБ EN 15662-2017 ПРОДУКЦИЯ ПИЩЕВАЯ РАСТИТЕЛЬНОГО ПРОИСХОЖДЕНИЯ Определение остатков пестицидов с применением ГХ-МС и/или ЖХ-МС/МС после экстракции/разделения ацетонитрилом и очистки с применением дисперсионной ТФЭ. Метод QuEChERS. Данный ГОСТ  разрешен для применения на территории ЕврАзЭс.
2. AOAC Official Method 2007.01 Pesticide Residues in Foods by Acetonitrile Extraction and Partitioning with Magnesium Sulfate